# 楊家将演義
『楊家将演義』（ようかしょうえんぎ）は、北宋の楊一族の活躍と悲劇を描いた中国明代の講史小説の総称。単に『楊家将』（繁体字: 楊家將; 簡体字: 杨家将; 拼音: Yáng Jiā Jiàng）とも呼ばれる。

## 概要
中国の河北省など北方地域には、楊一族にまつわる伝説が民間故事として多数伝わっている。北漢が降ると宋に帰順し、没後は楊令公と呼ばれた劉継業改め楊業の、遼との戦いで活躍し悲劇的な最期を遂げた名将の生涯が、やがて「楊一族の物語」へと拡大されて『楊家将演義』と呼ばれる講史小説にまで成長した。楊業の名将としての人気とその悲劇的最期への同情が、その素地であったとされる。

### 明代の刊本について
『楊家将演義』の現存する刊本としては、2系統の版本がある。それは『北宋史伝』と『楊家府伝』という長編小説であるが、多く版を重ね広く人気を博してきたのは前者である。
『北宋史伝』は『南宋史伝』と合刻されて『南北両宋史伝』と呼ばれている。刊本はいくつかあるが、古態を留めているとされるのは次の明刊本である。
- 陳継儒 撰『新刻全像按鑑演義南宋志傳十卷 北宋志傳十卷 ?南北宋志傳』[3]
- 伝 熊大木（ゆうだいぼく）撰『新刊出像補訂参采史鑑南北宋史伝通俗演義題評』十卷50回＋十卷50回 万暦21年（1592年）[4]

後者『楊家府伝』は、日本には明刊本はないが、中国国家図書館、北京大学図書館、台湾中央図書館、米国国会図書館に収蔵されている。著者不明であるが、文人紀振倫の校閲のため文辞は『北宋史伝』よりもやや典雅と評されている。
- 『楊家府世代忠勇通俗演義史伝』8巻58則 万暦34年（1606年）[6]

また『楊家府伝』にある、楊文広の南方征伐のエピソードが『北宋史伝』には影も形もないなど、古来どちらが先行か等の議論がされており、現在もその研究は継続されている。

## 登場人物

### 楊家
楊業（ようぎょう）元は北漢の名将で宋に降伏して仕える。楊家の当主で八男二女の子がいる。前半の主人公。楊継業、楊無敵とも呼ばれる。宋の重臣である潘仁美の策謀により、李陵碑に頭をぶつけ自決する。
佘賽花（しゃさいか）楊業の妻。息子たちが討死しても、宋のために楊家の女たちだけで兵を率いて遼と戦う。主人公格の一人。
楊延平（ようえんへい）長男。大郎（だいろう）、淵平とも呼ばれる。金沙灘で宋の皇帝趙匡義を守るため討死。
楊延定（ようえんてい）次男。二郎（じろう）とも呼ばれる。金沙灘で楊延平と共に討死。
楊延輝（ようえんき）三男。三郎（さんろう）とも呼ばれる。兄2人同様に金沙灘にて討死。
楊延朗（ようえんろう）四男。四郎（しろう）とも呼ばれる。金沙灘で遼の俘虜になるが遼の鐵鏡公主の駙馬（天子の娘婿）になる。遼では木易と名乗る。京劇の定番演目「四郎探母」の主人公。
楊延徳（ようえんとく）五男。五郎（ごろう）とも呼ばれる。金沙灘で遼の包囲を抜け出した後、五台山に出家してしまう。
楊延昭（ようえんしょう）六男。六郎（ろくろう）とも呼ばれる。金沙灘での戦いの後に皇帝趙匡義の姪である柴郡主を娶る。楊業の死後は楊家の当主。三関元帥として遼と戦う。主人公の一人。
楊延嗣（ようえんし）七男。七郎（しちろう）とも呼ばれる。兩狼山での楊業が遼に苦戦し、潘仁美に援軍を求めるが、潘仁美の息子である潘豹を殺したことを根に持たれ、処刑されてしまう。
楊延順（ようえんじゅん）八男。八郎（はちろう）とも呼ばれる。金沙灘で遼の俘虜になるが、遼の催雲公主の駙馬になる。
楊延琪（ようえんき）長女。八妹（はちまい）とも呼ばれる。
楊延瑛（ようえんえい）次女。九妹（きゅうまい）とも呼ばれる。
董月娥楊延輝の妻。
馬賽英楊延徳の妻。
楊宗保楊延昭の息子。
楊宗英楊延嗣の息子。
穆桂英楊宗保の妻で、もとは穆柯寨の主。遼の天門陣を破る。
楊文広楊宗保の息子。史実では楊延昭の息子である。
楊排風楊家の侍女。侍女であるが武術に長けており、出陣もする。

### 宋
趙匡胤宋の初代皇帝。
趙匡義宋の2代皇帝。趙匡胤の弟。
趙恒宋の3代皇帝。趙匡義の息子。
趙徳芳初代皇帝趙匡胤の息子。帝位に就かず、八賢王として楊家を助ける。
柴郡主後周の禅譲した皇帝柴宗訓の娘。楊延昭の妻として降嫁する。
潘仁美宋の重臣であるにもかかわらず、息子を殺された恨みで楊家を根絶やしにしようと楊業たちを死に追いやるが、最後には正義の裁きを受けることになる。悪役。
潘豹潘仁美の息子。楊延嗣に殺される。
呼延賛宋の将軍。楊家と親しい。
呼延丕顕宋の将軍。呼延賛の息子。父親と違い楊家の繁栄を妬む。
寇準宋の重臣。後に宰相。潘仁美を裁く。

### 遼
蕭銀宗遼の皇太后。楊家の宿敵。
鐵鏡公主遼の第一公主。楊延朗が駙馬。
催雲公主遼の第二公主。楊延順が駙馬。
天慶王耶律尚蕭銀宗の義弟。
蕭天佑遼の将軍。
蕭天佐遼の将軍。
木丹楊延輝と鐵鏡公主の息子。佘賽花と蕭銀宗の孫

## あらすじ（『楊家府伝』）

### 楊業の時代
物語は、宋が北漢を攻めるところから始まる。このとき、北漢の武将であった何継業（楊業）・佘賽花らは太祖（趙匡胤）らをさんざん苦戦させる。しかし、結局は北漢は宋に敗北する。何継業も宋に降るが、このとき太宗により「楊」の姓を賜るとともに、英武帝・劉継元とつながる「継」の字を削除し、以後は「楊業」と名乗ることになる。北漢の武将として宋将をさんざ苦しめたことがのちのちまで尾を引くことになり、楊家軍はいまひとつ宋将らの信頼を得ることができない。ことに潘仁美などは佘賽花に矢傷を負わさせられたことで、楊家軍を恨み、たびたび対立する。
宋に降った後、楊業は息子らとともに遼と戦うことになる。激戦の末、息子の大郎、二郎、三郎は戦死、四郎は遼の捕虜となり、五郎は行方不明になる。それでも楊業は戦い続けるが、楊家軍を恨む宋将・潘仁美らの姦計により、勝算のない死地に追い込まれる。そして、援軍を求めてきた七郎は潘仁美により殺害される。ついに力尽きた楊業は自決し、楊家軍も敗北する。

### 遼との戦い
楊業の死により、生き残った六郎・延昭が楊家軍の当主となる。この楊延昭を当主として遼と戦う部分が、『楊家将演義』の4分の3ほどを占めており、京劇などで取り上げられる場面にもこの部分のストーリーが多く、面白い話が多い。
当主となった六郎は楊業の最期を知り、呼延賛の勧めもあって朝廷に潘仁美の裏切りを訴えることにする。しかし、太宗の寵姫に潘仁美の娘がいたので、朝廷は処罰を見送った。そこで、六郎は楊家軍に協力的な八王・趙徳芳らと潘仁美を殺害する。その後、太宗に死期が近づくと八王と七王・趙恒との間で後継者をめぐるいざこざがあったが、八王が辞退したことで七王が即位、真宗皇帝となる。
太宗の崩御を知った遼は、再び宋との間の戦闘を開始する。しぶっていた六郎も母親に叱咤され、妹の八娘、九妹を率いて出陣する。見事に遼を撃退した六郎は、佳山の（明・清代の役職なので、宋代に存在するはずがないのだが）巡撫に任命される。任地に向かう途中、岳勝・孟良・焦賛らの山賊を配下に入れ、楊家軍はその戦力を増強する。
孟良が単身で遼に乗り込み、楊業の遺骨と遼の蕭后の名馬を盗んで帰ってくると、再び宋と遼との戦争が始まる。今は僧となっていた五郎や孟良、焦賛、妹たちの活躍もあって、再び六郎ら楊家軍は大勝を収める。しかし、戦争ではかなわない遼は、宋に派遣しておいたスパイである王欽を通じ、政治的に楊家軍の抹殺をたくらむ。はたして、王欽は佞臣に働きかけ、無佞府（楊家軍の基地）の取り壊しを奏上させる。これに怒り狂った楊家軍の焦賛は、無佞府の取り壊しをたくらんだ佞臣の一族を皆殺しにする。当然、焦賛のみならず六郎にも罪は及び、王欽の讒言もあって六郎に死刑が宣告される。なんとか八王・呼延賛らによって命を救われた六郎は、自身は死んだことにして無佞府に引きこもる。岳勝、孟良はもともと楊家軍の私兵のようなものだったので、六郎の死を聞くと山賊になり、流罪に処せられていた焦賛も脱走した。
思惑通り、六郎の抹殺に成功したと聞いた遼は、再度進軍を開始する。これに対し、楊家軍がいない宋は散々に打ち破られる。ついに、六郎は八王の救援依頼を受けると、かつての部下である丘勝、孟良、焦賛らと合流し、またも遼を打ち破り凱旋する。
再び宋と遼との戦争が始まるのであるが、ここからは八仙である呂洞賓が遼に、漢鍾離が宋に就いて徐々に荒唐無稽な展開になってゆく。呂洞賓の敷いた七十二座天門陣がどうしても破れない。ここで五郎が言うには、陣を破るには「降竜木」で作った斧が必要だというので、六郎の息子、楊宗保は、「降竜木」を求めて木閣塞に向かう。しかし、宗保は木閣塞で山賊の娘・穆桂英と戦闘になり敗北してしまう。宗保を打ち破った穆桂英は、宗保を気に入り、「私と結婚するなら助けてやる」と脅迫し、宗保はこれを承諾する。宗保の父である六郎はこれを聞いて怒り狂うが、やはり穆桂英に敗北し、しぶしぶ結婚を認める。こうして、穆桂英の加入により戦力を増した楊家軍は反撃に移り、七十二座天門陣を撃破する。その後、外からは楊家軍が、内部からは長年捕虜となっており、「木易」という偽名を使って蕭后の娘婿となっていた四郎が撹乱し、ついに蕭后は自決して果てる。王欽も処罰をうけ、一応の大団円を迎える。
しかし遼を倒した後、孟良・焦賛が相次いで不幸な死に方をし、これを聞いた六郎は失意のあまり病に罹り死亡する。また、楊家軍に好意的だった八王も風邪をこじらせ死亡する。
史実ではこの時期、宋は澶淵の盟という屈辱的な講和条件を飲まされており、まったく史実に反する展開になっている。

### 南蛮征伐
遼との戦いから数十年が経過し、いまや楊家軍の当主となった楊宗保も既に白髪の老人となっている。その頃、南蛮で儂智高が反乱を起こし、狄青が派遣されるが敗れて帰ってくる。そこで、宋は楊家軍の楊宗保とその息子・楊文広を南蛮征伐に派遣する。最初は順調であったが、思いのほか楊家軍は苦戦すると、包拯の進言で楊家の女将軍が援軍に駆けつける。こうしてやってきた文広の姉、宣娘の仙術の活躍もあって、ついに楊家軍は南蛮平定に成功する。
史実においては儂智高のおこした反乱は狄青により平定されている。なお、『楊家将演義』において、のちのちも狄青は楊家軍に敵対する役割を与えられている。

### 山賊征伐
ある日、仁宗が東岳に送った使者が女山賊・杜月英らに襲われ、貢物が奪われるという事件がおきた。これに対して楊家軍が派遣されるが、途中で楊文広は杜月英の義妹である竇錦姑と戦って敗北、竇錦姑に「私と結婚しなければ殺す」と脅迫され、これを承諾する。さらに、文広は竇錦姑より10倍強いと言われる杜月英とも結婚させられてしまう。だが、山賊が貢物を返したので一応の一件落着ということで、文広は貢物を納めに東岳に向かう。
その後、文広は燕家荘で鮑飛雲とその父親の妨害を受け、武術では負けなかったものの逃げる鮑飛雲を追いかける途中に落馬して、捕虜になってしまう。これまた、同じようなパターンで文広は鮑飛雲とも結婚する。
帰還後、文広は父の宗保が病で死亡したので、跡を継ぎ楊家軍の当主となる。もともと、文広は仁宗の娘と婚約していたのに、「何時の間にか三人もの娘と結婚しているのはどういうことか」と問題になるが、魏化らが事情を説明することで場を収める。しかし、狄青らの度重なる讒言に嫌気が差した文広は、友人の魏化とともに鶴に変身して宮廷を去る。

### 西夏・新羅征伐
この辺りは史実はどうという検証をするのが馬鹿馬鹿しいほど荒唐無稽な展開になり、また敵味方ともに妖術の使用が目立つ。イメージ的に『水滸伝』の終盤に近いと思われる。
神宗皇帝の治世、宮廷を去ったと見せかけて、文広は40年も無佞府で引きこもりの生活を送っていた。その頃、西夏・新羅の王である李高材が謀反を起こした。敵将に身長が2丈（この時代の単位でも約4.5メートル）、8本の腕を持つという張奉国、通称を八臂鬼王が強すぎて宋将は歯が立たない。そこで、楊文広とその息子たちが戦いに向かう。八臂鬼王の強さは規格外で、文広の息子、公正や懐玉もかなわない。文広も分身の術などを使い戦うが、それでも八臂鬼王を打ち負かすことはできない。
ついに、楊家軍から楊宣娘（文広の姉）、満洞春（文広と杜月英の娘）その他12人の寡婦が援軍に駆けつけた。宣娘は文広を救い出すと八臂鬼王を打ち負かし、李高材とともに処刑する。
凱旋した楊家軍は、これまた繰り返されたパターンであるが、楊家軍を妬む佞臣の讒言に辟易させられる。文広自身はそれでも宋に忠誠心を持っていたが、息子の懐玉らは既に宋自体に対し、嫌気が差していた。そこで懐玉らは佞臣の代表格である張茂の一族を皆殺しにすると、太行山に引きこもり、以後は二度と宋に力を貸さないと宣言する。これは、あくまで叛意のない老齢の文広には秘密裏に行い、振動の少ない車で運ばされた文広は、ついに自分が太行山にいるとは知らずに天寿を全うする。

## 関連書籍
- 『完訳 楊家将演義』[8]岡崎由美・松浦智子[9]訳（勉誠出版、上・下、2015年6月）
初の日本語訳で、『北宋史伝』、『南宋史伝』の概括を付加、訳者による『楊家将演義 読本』[10]も同時刊行。

歴史小説
- 北方謙三による『楊家将』があるが、訳書でなくほぼオリジナルの歴史小説作品である。

## 派生作品
中国では京劇やテレビドラマで定番演目となっており、老人から子供まで幅広く知られている。

### 京劇の演目
- 『金沙灘』（きんしゃたん）
- 『四郎探母』（しろうたんぼ）
- 『李陵碑』（りりょうひ）
- 『三岔口』（さんちゃこう）
- 『牧虎関』（ぼくこかん）
- 『洪羊洞』（こうようどう）
- 『大破天門陣』（たいはてんもんじん）
- 『打焦賛』（だしょうさん）
- 『坐宮』（ざきゅう）
- 『楊門女将』（ようもんじょしょう）

### 映画
- 『14アマゾネス 王女の剣（中国語版）』（1972年、香港、原題：十四女英豪）…『楊家将演義』の派生作品である京劇『楊門女将』の映画化。
- 『少林寺秘棍房（中国語版）』（1983年、香港、原題：五郎八卦棍）
- 『女ドラゴンと怒りの未亡人軍団』（2011年、中国、原題：楊門女將之軍令如山）…上記『14アマゾネス 王女の剣』のリメイク作品。
- 『楊家将〜烈士七兄弟の伝説〜』（2013年、中国・香港、原題：忠烈楊家將）

### テレビドラマ
- 『楊門女将』（1981年、香港）日本未公開
- 『楊家将（中国語版）』（1985年、香港、原題：楊家將） - 若手時代のアンディ・ラウ、トニー・レオン、チョウ・ユンファらが出演しており、日本でもDVD化されている。
- 『楊家将（中国語版）』（1991年、中国、原題：楊家將） - 日本では1997年にNHK BS-2で放映された。
- 『楊家将伝記 兄弟たちの乱世』（2006年、中国、原題：少年楊家將）
- 『穆桂英掛帥』（2012年、中国）日本未公開

### 漫画
- 『楊家将奇譚』（2022年-2024年、作者:有谷実(漫画) 井上実也(原作)）[11][12]

## 注・出典
1. ↑  田渕欣也「楊家将・楊令公の物語 : その最期を中心に」『人文研究』第68巻、大阪市立大学大学院文学研究科、2017年3月、67頁、ISSN 0491-3329、NAID 120006028602。
2. ↑  上田望「講史小説と歴史書 (2) : 『残唐五代史演義』,『南宋志伝』の構造と変容」『東洋文化研究所紀要』第137巻、東京大学東洋文化研究所、1999年3月、none、doi:10.15083/00027080、hdl:2261/2047、ISSN 05638089。
3. ↑  東京国立公文書館内閣文庫藏萬暦中建陽余氏三台館刊本。
4. ↑  金陵唐氏世徳堂本刊本。 中国語版ウィキソースに本記事に関連した原文があります：author:熊大木
5. ↑  上田望「講史小説と歴史書(3) : 『北宋志伝』『楊家将演義』の成書過程と構造」『金沢大学中国語学中国文学教室紀要』第3巻、金沢大学文学部中国語学・中国文学講座、1999年4月、50頁、hdl:2297/789、ISSN 1342-3975、NAID 110000487322。
6. ↑   中国語版ウィキソースに本記事に関連した原文があります：楊家府世代忠勇通俗演義
7. ↑  平原真紀「明刊本《楊家将演義》小説の基本問題 : 《北宋志伝》と《楊家府伝》の二系統とその対比」『言語・地域文化研究』第20巻、東京外国語大学大学院総合国際学研究科、2014年1月、393-409頁、hdl:10108/81171、ISSN 1341-9587、NAID 120005594086。
8. ↑  『完訳 楊家将演義』（勉誠出版）、1)ISBN 978-4-585-29101-5   2)ISBN 978-4-585-29102-2。
9. ↑  松浦智子 まつうらさとこ、名城大学 理工学部 教養教育 助教、中国文学者
10. ↑  勉誠出版、ISBN 978-4-585-29103-9
11. ↑  CORPORATION, KADOKAWA. “楊家将奇譚 一”. KADOKAWAオフィシャルサイト. 2023年6月6日閲覧。
12. ↑  “楊家将奇譚 三（最新刊） ｜ 有谷実/井上実也 ｜ 無料漫画（マンガ）ならコミックシーモア”. www.cmoa.jp. 2024年3月4日閲覧。